# Dirka po Franciji 2021 od 1. do 11. etape
Dirka po Franciji 2021 je 108. izvedba direa po Franciji, enega izmed kolesarskih Grand Tourov. Turneja se je začela v Brestu v Franciji 26. junija, 11. etapa od Sorguesa do Malaucène pa bo 7. julija. Dirka se bo zaključila na Elizejskih poljanah v Parizu 18. julija.
| Legenda                                  | Legenda                                         | Legenda                               | Legenda                                      |
| ---------------------------------------- | ----------------------------------------------- | ------------------------------------- | -------------------------------------------- |
| A yellow jersey.                         | Predstavlja vodilnega v generalni klasifikaciji | A white jersey with red polka dots.   | Predstavlja najboljšega v gorski razvrstitvi |
| A green jersey.                          | Predstavlja vodilnega v točkovni klasifikaciji  | A white jersey.                       | Predstavlja najboljšega mladega kolesarja    |
| A white jersey with a yellow number bib. | Predstavlja najboljšo ekipo                     | A white jersey with a red number bib. | Predstavlja najbolj borbenega kolesarja      |

## 1. etapa
26. junij – Od Bresta do Landerneaua, 197,8 km (122,9 mi)
Prva etapa turneje je bila hribovita pot od Bresta do Landerneaua. Brest je začetek dirke gostil že četrtič v zgodovini Toura, nazadnje leta 2008. Na progi je bilo šest kategoriziranih vzponov, kar je kolesarjem ponujalo veliko priložnosti za točke v gorski razvrstitvi. 62,7 kilometra do cilja je sledil tudi leteči cilj. Finale se je končal navkreber, kolesarji pa so končali na vrhu Côte de la Fosse aux Loups. Vzpon je dolg 3 kilometre s povprečnim naklonom 5,7 %. Prvih 500 metrov vzpona v povprečju znaša 9,4 odstotka, preden se postopoma umiri proti vrhu.
Začetek etape je zaznamovalo več napadov, vendar je pobeg uspel le petim kolesarjem. Franck Bonnamour (B&B Hotels p/b KTM), Ide Schelling (Bora–Hansgrohe), Anthony Perez (Cofidis), Danny van Poppel (Intermarché–Wanty–Gobert Matériaux) in Cristián Rodríguez (Team TotalEnergies). Connor Swift (Arkéa–Samsic) so uspeli ustvariti šestčlansko ubežno skupino. Glavnina je dopustila ubežnikom največjo prednost okrog štiri minute. Ubežniki so delovali skupaj, preden je Schelling napadel na četrtem vzponu dneva, Côte de Stang ar Garrontu. Hitro je začel graditi svojo prednost pred preostalimi, ki so ga ujeli približno 66 kilometrov, tik pred vmesnim sprintom. Schelling je na vmesnem sprintu vzel največ točk, medtem ko je Caleb Ewan (Lotto–Soudal) premagal Petra Sagana (Bora–Hansgrohe).
45 kilometrov do cilja je gledalka, ki je držala znak, podrla Tonyja Martina (Team Jumbo–Visma) in povzročila nesrečo, ki je podrla večino glavnine. Nesreča je povzročila odstope Jashe Sütterlina (Team DSM), medtem ko je peloton na kratko nevtraliziral dirko, da je zadržanim kolesarjem omogočil ponovno ujetje. Schellinga so ujeli približno 27 kilometrov pred koncem, vendar šele po tem, ko je vzel dovolj točk za prevzem v gorski razvrstitvi. 7,5 kilometra je dotik koles povzročil še en padec, v katerem je padlo več kolesarjev, odstopila pa sta tudi Cyril Lemoine (B&B Hotels p/b KTM) in Ignatas Konovalovas (Groupama–FDJ). Tudi štirikratni zmagovalec Toura Chris Froome je bil med kolesarji, ki so padli, vendar mu je uspelo vstati in se počasi prebiti čez ciljno črto, na koncu pa je končal z več kot 13 minutami zaostanka. Ko so dosegli vznožje zadnjega vzpona dneva, so se pričeli boriti za položaj v ospredju glavnine. Dries Devenyns je 2,3 kilometra pred ciljem »potegnil« in vodil napad za vodjo ekipe Juliana Alaphilippa (Deceuninck–Quick-Step) ter tako ustvaril vrzel v preostalem reduciranem pelotonu, medtem ko mu je Pierre Latour (Team TotalEnergies) neuspešno poskušal slediti. Slediti sta poskušala tudi Tadej Pogačar (UAE Team Emirates) in Primož Roglič (Team Jumbo–Visma), vendar jima ni uspelo. Alaphilippe je ohranil svojo prednost vse do črte in prevzel prvo rumeno majico na letošnji turneji. Z osmimi sekundi zaostanka je Michael Matthews (Team BikeExchange) v sprintu dobil drugo mesto, Roglič pa je bil s 4 bonifikacijskimi sekundami tretji.
Organizatorji dirke so izjavili, da so veseli za obcestne navijače, vendar je varnost kolesarjev najpomembnejša in dodali, da nameravajo gledalca, ki je povzročil nesrečo, tožiti. Naslednji dan je francoska policija je gledalko proglasila za iskano. Novice so 30. junija poročale, da je bila zadevna oseba, 30-letna Francozinja, najdena in aretirana ter da jo bremeni obtožba za »nehoteno povzročitev škode«; prekršek, za katerega je zagrožena kazen v višini 1.500 EUR. Zasebne odškodninske tožbe naj bi podalo tudi več kolesarjev.
| Mesto | Kolesar                  | Ekipa                   | Čas        |
| ----- | ------------------------ | ----------------------- | ---------- |
| 1     | Julian Alaphilippe (FRA) | Deceuninck–Quick-Step   | 4h 39' 05" |
| 2     | Michael Matthews (AUS)   | Team BikeExchange       | + 8"       |
| 3     | Primož Roglič (SLO)      | Team Jumbo–Visma        | + 8"       |
| 4     | Jack Haig (AUS)          | Team Bahrain Victorious | + 8"       |
| 5     | Wilco Kelderman (NED)    | Bora–Hansgrohe          | + 8"       |
| 6     | Tadej Pogačar (SLO)      | UAE Team Emirates       | + 8"       |
| 7     | David Gaudu (FRA)        | Groupama–FDJ            | + 8"       |
| 8     | Sergio Higuita (COL)     | EF Education–Nippo      | + 8"       |
| 9     | Bauke Mollema (NED)      | Trek–Segafredo          | + 8"       |
| 10    | Geraint Thomas (GBR)     | Ineos Grenadiers        | + 8"       |

| Mesto | Kolesar                  | Ekipa                   | Čas        |
| ----- | ------------------------ | ----------------------- | ---------- |
| 1     | Julian Alaphilippe (FRA) | Deceuninck–Quick-Step   | 4h 38' 55" |
| 2     | Michael Matthews (AUS)   | Team BikeExchange       | + 12"      |
| 3     | Primož Roglič (SLO)      | Team Jumbo–Visma        | + 14"      |
| 4     | Jack Haig (AUS)          | Team Bahrain Victorious | + 18"      |
| 5     | Wilco Kelderman (NED)    | Bora–Hansgrohe          | + 18"      |
| 6     | Tadej Pogačar (SLO)      | UAE Team Emirates       | + 18"      |
| 7     | David Gaudu (FRA)        | Groupama–FDJ            | + 18"      |
| 8     | Sergio Higuita (COL)     | EF Education–Nippo      | + 18"      |
| 9     | Bauke Mollema (NED)      | Trek–Segafredo          | + 18"      |
| 10    | Geraint Thomas (GBR)     | Ineos Grenadiers        | + 18"      |

## 2. etapa
27. junija 2021 – Od Perros-Guireca do Mûr-de-Bretagne (Guerlédan), 183,5 km (114,0 mi)
Drugi dan zapored so se kolesarji soočili z gričevnato progo s ciljem na vrhu klanca. Tokrat so kolesarji končali na vzponu Mûr-de-Bretagne, ki je bil na dirki prekolesarjen četrtič v zadnjih desetih letih. Na tej poti je bilo šest kategoriziranih vzponov, leteči cilj je stal po 85 kilometrih. Vzpon na Mûr-de-Bretagne je dolg 2 km s povprečnim naklonom 6,9%. Prvi kilometer v povprečju znaša 9,8 odstotka, preden se proti vrhu zravna. Vzpon je bil prekolesarjen dvakrat, prvič so ga prekolesarili s 15,3 kilometri do cilja levo in nato na cilju. Prvo prečkanje je ponudilo osem, pet in dve bonusni sekundi prvim trem kolesarjem.
Zaradi poškodb, ki so jih kolesarji prejeli prejšnji dan, je Marc Soler (Movistar Team) postal četrti kolesar, ki je odstopil s Toura. Po več napadih, ki so zaznamovali začetek etape, se je šest kolesarjev na koncu odcepilo od pelotona, med njimi tudi vodilni v gorski klasifikaciji, Ide Schelling (Bora–Hansgrohe). Sekstet je ustvaril prednost približno štiri minute, preden je Deceuninck–Quick-Step ubežnike pričel loviti. Schelling in njegov najbližji tekmec v gorski klasifikaciji Anthony Perez (Cofidis) sta na prvih dveh vzponih osvojila točke. Potem ko je šest ubežnikov na letečem cilju vzelo največ točk, je Caleb Ewan (Lotto–Soudal) v bitki za zeleno majico premagal Marka Cavendisha (Deceuninck–Quick-Step). Na tretjem vzponu je napadel Edward Theuns (Trek–Segafredo), Jérémy Cabot (Team TotalEnergies) pa je bil edini, ki mu je sledil. Prednost dvojice pa se je postopoma zmanjševala, ko so kolesarji prvič dosegli vzpon na Mûr-de-Bretagne.
Takoj, ko je bil duet ujet ob vznožju Mûr-de-Bretagna, je Mathieu van der Poel (Alpecin–Fenix) iz glavnine napadel. Ustvaril je prednost približno 13 sekund, preden je ekipa  postopoma zmanjšala njegovo prednost. Na vrhu je pobral osem bonitetnih sekund, medtem ko je Tadej Pogačar (UAE Team Emirates) prehitel Primoža Rogliča (Team Jumbo–Visma) in prejel tri bonifikacijske sekunde več kot Roglič. Preden je Ineos Grenadiers prevzel mesto na sprednjem delu pelotona je bil van der Poel ujet na vrhu. Ko so kolesarji drugič dosegli dno Mûr-de-Bretagne, je Davide Formolo (UAE Team Emirates) pospešil in ustvaril manjšo prednost, nato je solo protinapad sprožil tudi Nairo Quintana (Arkéa–Samsic) . Sonny Colbrelli (Team Bahrain Victorious) je prav tako napadel tik pred ciljno ravnino, preden je van der Poel naredil odločilno potezo s 800 metri do konca. Svojo prednost je povečeval vse do samostojnega prečkanja ciljne črte. Pogačar, Roglič in Wilco Kelderman (Bora–Hansgrohe) so zaostali šest sekund prečkali črto, Pogačar pa je Rogliču vzel še dve sekundi bonifikacij. Glavnina je prečkala dve sekunde kasneje. V skupini ni bilo Gerainta Thomasa (Ineos Grenadiers), ki se je v cilj pripeljal s 23 sekundami zaostanka. V generalni razvrstitvi je van der Poel prevzel rumeno majico, Julian Alaphilippe (Deceuninck–Quick-Step) pa je z 8 osmimi sekundami padel na drugo mesto. Pogačar se je s 13 sekundami zaostanka povzpel na tretje mesto in eno sekundo pred Rogliča, ki je padel na četrto mesto. Van der Poel je prevzel vodstvo tudi v gorski razvrstitvi, potem ko je na obeh vzponih na Mûr-de-Bretagne osvojil največ točk.
| Mesto | Kolesar                    | Ekipa                   | Čas        |
| ----- | -------------------------- | ----------------------- | ---------- |
| 1     | Mathieu van der Poel (NED) | Alpecin–Fenix           | 4h 18' 30" |
| 2     | Tadej Pogačar (SLO)        | UAE Team Emirates       | + 6"       |
| 3     | Primož Roglič (SLO)        | Team Jumbo–Visma        | + 6"       |
| 4     | Wilco Kelderman (NED)      | Bora–Hansgrohe          | + 6"       |
| 5     | Julian Alaphilippe (FRA)   | Deceuninck–Quick-Step   | + 8"       |
| 6     | Bauke Mollema (NED)        | Trek–Segafredo          | + 8"       |
| 7     | Jonas Vingegaard (DEN)     | Team Jumbo–Visma        | + 8"       |
| 8     | Sergio Higuita (COL)       | EF Education–Nippo      | + 8"       |
| 9     | Pierre Latour (FRA)        | Team TotalEnergies      | + 8"       |
| 10    | Jack Haig (AUS)            | Team Bahrain Victorious | + 8"       |

| Mesto | Kolesar                    | Ekipa                   | Čas        |
| ----- | -------------------------- | ----------------------- | ---------- |
| 1     | Mathieu van der Poel (NED) | Alpecin–Fenix           | 8h 57' 25" |
| 2     | Julian Alaphilippe (FRA)   | Deceuninck–Quick-Step   | + 8"       |
| 3     | Tadej Pogačar (SLO)        | UAE Team Emirates       | + 13"      |
| 4     | Primož Roglič (SLO)        | Team Jumbo–Visma        | + 14"      |
| 5     | Wilco Kelderman (NED)      | Bora–Hansgrohe          | + 24"      |
| 6     | Jack Haig (AUS)            | Team Bahrain Victorious | + 26"      |
| 7     | Bauke Mollema (NED)        | Trek–Segafredo          | + 26"      |
| 8     | Sergio Higuita (COL)       | EF Education–Nippo      | + 26"      |
| 9     | Jonas Vingegaard (DEN)     | Team Jumbo–Visma        | + 26"      |
| 10    | David Gaudu (FRA)          | Groupama–FDJ            | + 26"      |

## 3. etapa
28. junij 2021 – Od Lorienta do Pontivyja, 182,9 km (113,6 mi)
Tretja etapa dirke je ponudila prvo priložnost, da so se sprinterji borili za zmago. Tokrat so kolesarji od Lorienta do Pontivyja prevozili 182,9 kilometra. Uvodna tretjina etape je bila večinoma ravna, preden so kolesarji pričeli voziti po gričevnatih cestah do konca etape. Na tej poti sta bila dva vzpona četrte kategorije skupaj z vmesnim sprintom po 118,3 kilometrih.
Takoj, ko se je zastava spustila, se je skupina petih kolesarjev odcepila od pelotona, vključno z Idem Schellingom (Bora–Hansgrohe), ki je bil v pobegu tudi v prejšnjih dveh dneh in je nosil pikčasto majico namesto Mathie van der Poela (Alpecin–Fenix). Prednost ubežnikov je dosegla največ približno tri minute, preden so jih sprinterski vlaki iz glavnine pričeli loviti. Po 37 kilometrih dirkanja je trk v pelotonu povzročil padec Gerainta Thomasa (Ineos Grenadiers) in Roberta Gesinka (Team Jumbo–Visma), slednji pa je kasneje odstopil. Thomas si je ob padcu izpahnil ramo, vendar je nadaljeval z dirko in se s pomočjo svoje ekipe vrnil v glavnino. Ob prvem vzponu dneva na Côte de Cadoudal je Schelling napadel, da bi osvojil točke na vrhu. To mu je omogočilo, da je še enkrat prevzel vodstvo v gorski razvrstitvi. Kasneje se je spet pridružil pelotonu. Na vmesnem sprintu je Caleb Ewan (Lotto–Soudal), potem ko so štirje ubežniki vzeli največ točk, v bitki za točkovno razvrstitev znova premagal Marka Cavendisha (Deceuninck–Quick-Step). Zatem je peloton med pripravami na skupinski šprint postopoma zmanjšal prednost ubežnikov.
Znotraj zadnjih 10 kilometrov se je v glavnini zgodilo več nesreč. Prva nesreča se je zgodila blizu oznake za deset kilometrov, v njem pa sta bila udeležena Miguel Ángel López (Movistar Team) in Valentin Madouas (Groupama–FDJ). Kmalu zatem je Primož Roglič (Team Jumbo–Visma) močno padel na robu ceste. Vstal je, toda ko je spet začel kolesariti, je bil že več kot minuto v zaostanku za glavnino, večina njegovih pomočnikov pa ga je poskušala vrniti nazaj. Kmalu po ujetju ubežnikov, približno 5 kilometrov do konca, je prišlo do še ene nesreče, v kateri je padel Jack Haig (Team Bahrain Victorious); tudi on je bil prisiljen odstopiti z dirke. Za padcem so bili zadržani tudi Tadej Pogačar (UAE Team Emirates), David Gaudu (Groupama–FDJ), Rigoberto Urán (EF Education–Nippo) in Thomas, vendar so lahko nepoškodovani pobegnili. Borbe šprinterskih vlakov so bile vroče, vendar je Ewan po dotiku koles padel, pri čemer je za sabo potegnil Petra Sagana (Bora–Hansgrohe). Medtem ko je Sagan lahko nadaljeval z dirko, je Ewan potreboval zdravniško pomoč in je moral na koncu zaradi zloma ključnice odstopiti. V zadnjem sprintu je Jasper Philipsen (Alpecin–Fenix) za zmago pomagal Timu Merlierju, pri čemer je sam zadržal Nacerja Bouhannija (Arkéa–Samsic) za dvojne Alpecin–Fenix stopničke. Po nesrečah je več kandidatov za etapno zmago izgubilo precej časa. Skupina, v kateri so bili Enric Mas (Movistar Team), Vincenzo Nibali (Trek–Segafredo), Jakob Fuglsang (Astana–Premier Tech), Nairo Quintana (Arkéa–Samsic) in Wilco Kelderman (Bora–Hansgrohe) je ob prečkanju ciljne črte zaostala za 14 sekund. Skupina, v kateri so bili Pogačar, Gaudu, Urán in Thomas je na cilju zaostajala za 26 sekund. Največjo izgubo časa je doživel Roglič, saj je na koncu izgubil skoraj minuto in pol.
V generalni razvrstitvi je Mathieu van der Poel (Alpecin–Fenix) ostal vodilni. Tudi Julian Alaphilippe (Deceuninck–Quick-Step) se je izognil nesrečam in obdržal drugo mesto. Richard Carapaz (Ineos Grenadiers), edini kandidat skupne razvrstitve, ki ga nesreče niso zadržale, se je z 31 sekundami zaostanka povzpel na tretje mesto.
| Mesto | Kolesar                    | Ekipa                   | Čas        |
| ----- | -------------------------- | ----------------------- | ---------- |
| 1     | Tim Merlier (BEL)          | Alpecin–Fenix           | 4h 01' 28" |
| 2     | Jasper Philipsen (BEL)     | Alpecin–Fenix           | + 0"       |
| 3     | Nacer Bouhanni (FRA)       | Arkéa–Samsic            | + 0"       |
| 4     | Davide Ballerini (ITA)     | Deceuninck–Quick-Step   | + 0"       |
| 5     | Sonny Colbrelli (ITA)      | Team Bahrain Victorious | + 0"       |
| 6     | Julian Alaphilippe (FRA)   | Deceuninck–Quick-Step   | + 0"       |
| 7     | Mathieu van der Poel (NED) | Alpecin–Fenix           | + 0"       |
| 8     | Cees Bol (NED)             | Team DSM                | + 0"       |
| 9     | Anthony Turgis (FRA)       | Team TotalEnergies      | + 0"       |
| 10    | Max Walscheid (GER)        | Team Qhubeka NextHash   | + 0"       |

| Mesto | Kolesar                    | Ekipa                 | Čas         |
| ----- | -------------------------- | --------------------- | ----------- |
| 1     | Mathieu van der Poel (NED) | Alpecin–Fenix         | 12h 58' 53" |
| 2     | Julian Alaphilippe (FRA)   | Deceuninck–Quick-Step | + 8"        |
| 3     | Richard Carapaz (ECU)      | Ineos Grenadiers      | + 31"       |
| 4     | Wout van Aert (BEL)        | Team Jumbo–Visma      | + 31"       |
| 5     | Wilco Kelderman (NED)      | Bora–Hansgrohe        | + 38"       |
| 6     | Tadej Pogačar (SLO)        | UAE Team Emirates     | + 39"       |
| 7     | Enric Mas (ESP)            | Movistar Team         | + 40"       |
| 8     | Nairo Quintana (COL)       | Arkéa–Samsic          | + 40"       |
| 9     | Pierre Latour (FRA)        | Team TotalEnergies    | + 45"       |
| 10    | Sergio Higuita (COL)       | EF Education–Nippo    | + 52"       |

## 4. etapa
29. junij 2021 – Od Redona do Fougèresa, 150,5 km (93,5 mi)
Četrta etapa turneje je kolesarje iz Redona odpeljala v Fougères. Pot je ponudila še eno priložnost dokazovanja šprinterjem saj na progi ni bilo kategoriziranih vzponov. Edini vmesni šprint tega dne je potekal na 36. kilometru do konca.
Takoj po uradnem štartu se je celotna glavnina ustavila za celo minuto v znak protesta zaradi padcev na ozkih cestah prejšnjega dne. Kolesarji so menili, da so nesreče deloma posledica nevarnega vhoda v Pontivy. Po ustavitvi so nato prvih 10 kilometrov vozili počasneje. Takoj po preteku prvih 10 km je Brent Van Moer (Lotto–Soudal) postal prvi kolesar, ki je šel v napad, kmalu pa se mu je pridružil Pierre-Luc Périchon (Cofidis). Peloton vodilnemu dvojcu ni nikoli dal velike prednosti, zaostanek pa se je povečal na približno tri minute, preden so jih šprinterski vlaki pričeli loviti. Po preletu vmesnega šprinta ubežnikov je Michael Mørkøv (Deceuninck–Quick-Step) uspešno potegnil svojega sotekmovalca Marka Cavendisha, ki je pobral največ preostalih točk.
Prednost ubežnikov se je zmanjšala na približno 30 sekund in 15 kilometrov do konca je Périchon sprožil napad, na katerega je takoj odgovoril Van Moer. Van Moer je nato napadel sam in se uspešno otresel Perichona, medtem ko je glavnina zadaj še naprej lovila. Kmalu zatem se je v pelotonu tempo upočasnil, kar je Van Moerju povečalo prednost na več kot minuto. Glavnina se je ustalila vse dokler ni ostalo samo še približno 7,5 kilometra do cilja. Vodstvo Van Moera se je hitro zmanjšalo, ko so ekipe sprinterjev postavile svoje vlake. Van Moer je pri 1,5 kilometra še vedno imel 15 sekundno prednost, ampak je bil na koncu ujet z 200 metri do konca, saj je zmagovalec prejšnjega dne Tim Merlier (Alpecin–Fenix) vodil drugega sprinterja svoje ekipe, Jasperja Philipsena. Philipsen je odprl sprint, toda prehitel ga je Cavendish in osvojil svojo 31. etapno zmago. Nacer Bouhanni (Arkéa–Samsic) je končal na drugem mestu, Philipsen pa na tretjem. Kot rezultat svoje zmage je Cavendish prevzel vodstvo tudi v točkovni razvrstitvi. V skupni razvrstitvi ni prišlo do sprememb, Mathieu van der Poel (Alpecin–Fenix) je imel pred drugouvrščenim pred Julianom Alaphilippejem (Deceuninck–Quick-Step) osem sekund prednosti.
| Mesto | Kolesar                  | Ekipa                              | Čas        |
| ----- | ------------------------ | ---------------------------------- | ---------- |
| 1     | Mark Cavendish (GBR)     | Deceuninck–Quick-Step              | 3h 20' 17" |
| 2     | Nacer Bouhanni (FRA)     | Arkéa–Samsic                       | + 0"       |
| 3     | Jasper Philipsen (BEL)   | Alpecin–Fenix                      | + 0"       |
| 4     | Michael Matthews (AUS)   | Team BikeExchange                  | + 0"       |
| 5     | Peter Sagan (SVK)        | Bora–Hansgrohe                     | + 0"       |
| 6     | Cees Bol (NED)           | Team DSM                           | + 0"       |
| 7     | Christophe Laporte (FRA) | Cofidis                            | + 0"       |
| 8     | Mads Pedersen (DEN)      | Trek–Segafredo                     | + 0"       |
| 9     | Boy van Poppel (NED)     | Intermarché–Wanty–Gobert Matériaux | + 0"       |
| 10    | André Greipel (GER)      | Israel Start-Up Nation             | + 0"       |

| Mesto | Kolesar                    | Ekipa                 | Čas         |
| ----- | -------------------------- | --------------------- | ----------- |
| 1     | Mathieu van der Poel (NED) | Alpecin–Fenix         | 16h 19' 10" |
| 2     | Julian Alaphilippe (FRA)   | Deceuninck–Quick-Step | + 8"        |
| 3     | Richard Carapaz (ECU)      | Ineos Grenadiers      | + 31"       |
| 4     | Wout van Aert (BEL)        | Team Jumbo–Visma      | + 31"       |
| 5     | Wilco Kelderman (NED)      | Bora–Hansgrohe        | + 38"       |
| 6     | Tadej Pogačar (SLO)        | UAE Team Emirates     | + 39"       |
| 7     | Enric Mas (ESP)            | Movistar Team         | + 40"       |
| 8     | Nairo Quintana (COL)       | Arkéa–Samsic          | + 40"       |
| 9     | Pierre Latour (FRA)        | Team TotalEnergies    | + 45"       |
| 10    | David Gaudu (FRA)          | Groupama–FDJ          | + 52"       |

## 5. etapa
| Mesto | Kolesar                    | Ekipa                 | Čas      |
| ----- | -------------------------- | --------------------- | -------- |
| 1     | Tadej Pogačar (SLO)        | UAE Team Emirates     | 32' 00"  |
| 2     | Stefan Küng (SUI)          | Groupama–FDJ          | + 19"    |
| 3     | Jonas Vingegaard (DEN)     | Team Jumbo–Visma      | + 27"    |
| 4     | Wout van Aert (BEL)        | Team Jumbo–Visma      | + 30"    |
| 5     | Mathieu van der Poel (NED) | Alpecin–Fenix         | + 31"    |
| 6     | Kasper Asgreen (DEN)       | Deceuninck–Quick-Step | + 37"    |
| 7     | Primož Roglič (SLO)        | Team Jumbo–Visma      | + 44"    |
| 8     | Mattia Cattaneo (ITA)      | Deceuninck–Quick-Step | + 55"    |
| 9     | Richie Porte (AUS)         | Ineos Grenadiers      | + 55"    |
| 10    | Aleksej Lucenko (KAZ)      | Astana–Premier Tech   | + 1' 00" |

| Mesto | Kolesar                    | Ekipa                 | Čas         |
| ----- | -------------------------- | --------------------- | ----------- |
| 1     | Mathieu van der Poel (NED) | Alpecin–Fenix         | 16h 51' 41" |
| 2     | Tadej Pogačar (SLO)        | UAE Team Emirates     | + 8"        |
| 3     | Wout van Aert (BEL)        | Team Jumbo–Visma      | + 30"       |
| 4     | Julian Alaphilippe (FRA)   | Deceuninck–Quick-Step | + 48"       |
| 5     | Aleksej Lucenko (KAZ)      | Astana–Premier Tech   | + 1' 21"    |
| 6     | Pierre Latour (FRA)        | Team TotalEnergies    | + 1' 28"    |
| 7     | Rigoberto Urán (COL)       | EF Education–Nippo    | + 1' 29"    |
| 8     | Jonas Vingegaard (DEN)     | Team Jumbo–Visma      | + 1' 43"    |
| 9     | Richard Carapaz (ECU)      | Ineos Grenadiers      | + 1' 44"    |
| 10    | Primož Roglič (SLO)        | Team Jumbo–Visma      | + 1' 48"    |

## 6. etapa
| Mesto | Kolesar                | Ekipa                 | Čas        |
| ----- | ---------------------- | --------------------- | ---------- |
| 1     | Mark Cavendish (GBR)   | Deceuninck–Quick-Step | 3h 17' 36" |
| 2     | Jasper Philipsen (BEL) | Alpecin–Fenix         | + 0"       |
| 3     | Nacer Bouhanni (FRA)   | Arkéa–Samsic          | + 0"       |
| 4     | Arnaud Démare (FRA)    | Groupama–FDJ          | + 0"       |
| 5     | Peter Sagan (SVK)      | Bora–Hansgrohe        | + 0"       |
| 6     | Cees Bol (NED)         | Team DSM              | + 0"       |
| 7     | Tim Merlier (BEL)      | Alpecin–Fenix         | + 0"       |
| 8     | Wout van Aert (BEL)    | Team Jumbo–Visma      | + 0"       |
| 9     | Michael Matthews (AUS) | Team BikeExchange     | + 0"       |
| 10    | Mads Pedersen (DEN)    | Trek–Segafredo        | + 0"       |

| Mesto | Kolesar                    | Ekipa                 | Čas         |
| ----- | -------------------------- | --------------------- | ----------- |
| 1     | Mathieu van der Poel (NED) | Alpecin–Fenix         | 20h 09' 17" |
| 2     | Tadej Pogačar (SLO)        | UAE Team Emirates     | + 8"        |
| 3     | Wout van Aert (BEL)        | Team Jumbo–Visma      | + 30"       |
| 4     | Julian Alaphilippe (FRA)   | Deceuninck–Quick-Step | + 48"       |
| 5     | Aleksej Lucenko (KAZ)      | Astana–Premier Tech   | + 1' 21"    |
| 6     | Pierre Latour (FRA)        | Team TotalEnergies    | + 1' 28"    |
| 7     | Rigoberto Urán (COL)       | EF Education–Nippo    | + 1' 29"    |
| 8     | Jonas Vingegaard (DEN)     | Team Jumbo–Visma      | + 1' 43"    |
| 9     | Richard Carapaz (ECU)      | Ineos Grenadiers      | + 1' 44"    |
| 10    | Primož Roglič (SLO)        | Team Jumbo–Visma      | + 1' 48"    |

## 7. etapa
2. julij 2021 – Od Vierzona do Le Creusota, 249,1 km (154,8 mi)
| Mesto | Kolesar                    | Ekipa                   | Čas        |
| ----- | -------------------------- | ----------------------- | ---------- |
| 1     | Matej Mohorič (SLO)        | Team Bahrain Victorious | 5h 28' 20" |
| 2     | Jasper Stuyven (BEL)       | Trek–Segafredo          | + 1' 20"   |
| 3     | Magnus Cort Nielsen (DEN)  | EF Education–Nippo      | + 1' 40"   |
| 4     | Mathieu van der Poel (NED) | Alpecin–Fenix           | + 1' 40"   |
| 5     | Kasper Asgreen (DEN)       | Deceuninck–Quick-Step   | + 1' 40"   |
| 6     | Franck Bonnamour (FRA)     | B&B Hotels p/b KTM      | + 1' 40"   |
| 7     | Patrick Konrad (AUT)       | Bora–Hansgrohe          | + 1' 40"   |
| 8     | Wout van Aert (BEL)        | Team Jumbo–Visma        | + 1' 40"   |
| 9     | Brent Van Moer (BEL)       | Lotto–Soudal            | + 1' 44"   |
| 10    | Dorian Godon (FRA)         | AG2R Citroën Team       | + 2' 45"   |

| Mesto | Kolesar                    | Ekipa                   | Čas         |
| ----- | -------------------------- | ----------------------- | ----------- |
| 1     | Mathieu van der Poel (NED) | Alpecin–Fenix           | 25h 39' 17" |
| 2     | Wout van Aert (BEL)        | Team Jumbo–Visma        | + 30"       |
| 3     | Kasper Asgreen (DEN)       | Deceuninck–Quick-Step   | + 1' 49"    |
| 4     | Matej Mohorič (SLO)        | Team Bahrain Victorious | + 3' 01"    |
| 5     | Tadej Pogačar (SLO)        | UAE Team Emirates       | + 3' 43"    |
| 6     | Vincenzo Nibali (ITA)      | Trek–Segafredo          | + 4' 12"    |
| 7     | Julian Alaphilippe (FRA)   | Deceuninck–Quick-Step   | + 4' 23"    |
| 8     | Aleksej Lucenko (KAZ)      | Astana–Premier Tech     | + 4' 56"    |
| 9     | Pierre Latour (FRA)        | Team TotalEnergies      | + 5' 03"    |
| 10    | Rigoberto Urán (COL)       | EF Education–Nippo      | + 5' 04"    |

## 8. etapa
| Mesto | Kolesar                      | Ekipa                   | Čas        |
| ----- | ---------------------------- | ----------------------- | ---------- |
| 1     | Dylan Teuns (BEL)            | Team Bahrain Victorious | 3h 54' 41" |
| 2     | Ion Izagirre (ESP)           | Astana–Premier Tech     | + 44"      |
| 3     | Michael Woods (CAN)          | Israel Start-Up Nation  | + 47"      |
| 4     | Tadej Pogačar (SLO)          | UAE Team Emirates       | + 49"      |
| 5     | Wout Poels (NED)             | Team Bahrain Victorious | + 2' 33"   |
| 6     | Simon Yates (GBR)            | Team BikeExchange       | + 2' 43"   |
| 7     | Aurélien Paret-Peintre (FRA) | AG2R Citroën Team       | + 3' 03"   |
| 8     | Guillaume Martin (FRA)       | Cofidis                 | + 3' 03"   |
| 9     | Mattia Cattaneo (ITA)        | Deceuninck–Quick-Step   | + 4' 07"   |
| 10    | Jonas Vingegaard (DEN)       | Team Jumbo–Visma        | + 4' 09"   |

| Mesto | Kolesar                | Ekipa                   | Čas         |
| ----- | ---------------------- | ----------------------- | ----------- |
| 1     | Tadej Pogačar (SLO)    | UAE Team Emirates       | 29h 38' 25" |
| 2     | Wout van Aert (BEL)    | Team Jumbo–Visma        | + 1' 48"    |
| 3     | Aleksej Lucenko (KAZ)  | Astana–Premier Tech     | + 4' 38"    |
| 4     | Rigoberto Urán (COL)   | EF Education–Nippo      | + 4' 46"    |
| 5     | Jonas Vingegaard (DEN) | Team Jumbo–Visma        | + 5' 00"    |
| 6     | Richard Carapaz (ECU)  | Ineos Grenadiers        | + 5' 01"    |
| 7     | Wilco Kelderman (NED)  | Bora–Hansgrohe          | + 5' 13"    |
| 8     | Enric Mas (ESP)        | Movistar Team           | + 5' 15"    |
| 9     | David Gaudu (FRA)      | Groupama–FDJ            | + 5' 52"    |
| 10    | Pello Bilbao (ESP)     | Team Bahrain Victorious | + 6' 41"    |

## 9. etapa
| Mesto | Kolesar                | Ekipa                   | Čas        |
| ----- | ---------------------- | ----------------------- | ---------- |
| 1     | Ben O'Connor (AUS)     | AG2R Citroën Team       | 4h 26' 43" |
| 2     | Mattia Cattaneo (ITA)  | Deceuninck–Quick-Step   | + 5' 07"   |
| 3     | Sonny Colbrelli (ITA)  | Team Bahrain Victorious | + 5' 34"   |
| 4     | Guillaume Martin (FRA) | Cofidis                 | + 5' 36"   |
| 5     | Franck Bonnamour (FRA) | B&B Hotels p/b KTM      | + 6' 02"   |
| 6     | Tadej Pogačar (SLO)    | UAE Team Emirates       | + 6' 02"   |
| 7     | Richard Carapaz (ECU)  | Ineos Grenadiers        | + 6' 34"   |
| 8     | Jonas Vingegaard (DEN) | Team Jumbo–Visma        | + 6' 34"   |
| 9     | Enric Mas (ESP)        | Movistar Team           | + 6' 34"   |
| 10    | Rigoberto Urán (COL)   | EF Education–Nippo      | + 6' 34"   |

| Mesto | Kolesar                | Ekipa               | Čas         |
| ----- | ---------------------- | ------------------- | ----------- |
| 1     | Tadej Pogačar (SLO)    | UAE Team Emirates   | 34h 11' 10" |
| 2     | Ben O'Connor (AUS)     | AG2R Citroën Team   | + 2' 01"    |
| 3     | Rigoberto Urán (COL)   | EF Education–Nippo  | + 5' 18"    |
| 4     | Jonas Vingegaard (DEN) | Team Jumbo–Visma    | + 5' 32"    |
| 5     | Richard Carapaz (ECU)  | Ineos Grenadiers    | + 5' 33"    |
| 6     | Enric Mas (ESP)        | Movistar Team       | + 5' 47"    |
| 7     | Wilco Kelderman (NED)  | Bora–Hansgrohe      | + 5' 58"    |
| 8     | Aleksej Lucenko (KAZ)  | Astana–Premier Tech | + 6' 12"    |
| 9     | Guillaume Martin (FRA) | Cofidis             | + 7' 02"    |
| 10    | David Gaudu (FRA)      | Groupama–FDJ        | + 7' 22"    |

## 10. etapa
| Mesto | Kolesar                | Ekipa                  | Čas        |
| ----- | ---------------------- | ---------------------- | ---------- |
| 1     | Mark Cavendish (GBR)   | Deceuninck–Quick-Step  | 4h 14' 07" |
| 2     | Wout van Aert (BEL)    | Team Jumbo–Visma       | + 0"       |
| 3     | Jasper Philipsen (BEL) | Alpecin–Fenix          | + 0"       |
| 4     | Nacer Bouhanni (FRA)   | Arkéa–Samsic           | + 0"       |
| 5     | Michael Matthews (AUS) | Team BikeExchange      | + 0"       |
| 6     | Michael Mørkøv (DEN)   | Deceuninck–Quick-Step  | + 0"       |
| 7     | André Greipel (GER)    | Israel Start-Up Nation | + 0"       |
| 8     | Peter Sagan (SVK)      | Bora–Hansgrohe         | + 0"       |
| 9     | Anthony Turgis (FRA)   | Team TotalEnergies     | + 0"       |
| 10    | Cees Bol (NED)         | Team DSM               | + 0"       |

| Mesto | Kolesar                | Ekipa               | Čas         |
| ----- | ---------------------- | ------------------- | ----------- |
| 1     | Tadej Pogačar (SLO)    | UAE Team Emirates   | 38h 25' 17" |
| 2     | Ben O'Connor (AUS)     | AG2R Citroën Team   | + 2' 01"    |
| 3     | Rigoberto Urán (COL)   | EF Education–Nippo  | + 5' 18"    |
| 4     | Jonas Vingegaard (DEN) | Team Jumbo–Visma    | + 5' 32"    |
| 5     | Richard Carapaz (ECU)  | Ineos Grenadiers    | + 5' 33"    |
| 6     | Enric Mas (ESP)        | Movistar Team       | + 5' 47"    |
| 7     | Wilco Kelderman (NED)  | Bora–Hansgrohe      | + 5' 58"    |
| 8     | Aleksej Lucenko (KAZ)  | Astana–Premier Tech | + 6' 12"    |
| 9     | Guillaume Martin (FRA) | Cofidis             | + 7' 02"    |
| 10    | David Gaudu (FRA)      | Groupama–FDJ        | + 7' 22"    |

## 11. etapa
| Mesto | Kolesar                | Ekipa               | Čas        |
| ----- | ---------------------- | ------------------- | ---------- |
| 1     | Wout van Aert (BEL)    | Team Jumbo–Visma    | 5h 17' 43" |
| 2     | Kenny Elissonde (FRA)  | Trek–Segafredo      | + 1' 14"   |
| 3     | Bauke Mollema (NED)    | Trek–Segafredo      | + 1' 14"   |
| 4     | Tadej Pogačar (SLO)    | UAE Team Emirates   | + 1' 38"   |
| 5     | Rigoberto Urán (COL)   | EF Education–Nippo  | + 1' 38"   |
| 6     | Richard Carapaz (ECU)  | Ineos Grenadiers    | + 1' 38"   |
| 7     | Jonas Vingegaard (DEN) | Team Jumbo–Visma    | + 1' 38"   |
| 8     | Aleksej Lucenko (KAZ)  | Astana–Premier Tech | + 1' 56"   |
| 9     | Wilco Kelderman (NED)  | Bora–Hansgrohe      | + 1' 56"   |
| 10    | Enric Mas (ESP)        | Movistar Team       | + 3' 02"   |

| Mesto | Kolesar                | Ekipa                   | Čas         |
| ----- | ---------------------- | ----------------------- | ----------- |
| 1     | Tadej Pogačar (SLO)    | UAE Team Emirates       | 43h 44' 38" |
| 2     | Rigoberto Urán (COL)   | EF Education–Nippo      | + 5' 18"    |
| 3     | Jonas Vingegaard (DEN) | Team Jumbo–Visma        | + 5' 32"    |
| 4     | Richard Carapaz (ECU)  | Ineos Grenadiers        | + 5' 33"    |
| 5     | Ben O'Connor (AUS)     | AG2R Citroën Team       | + 5' 58"    |
| 6     | Wilco Kelderman (NED)  | Bora–Hansgrohe          | + 6' 16"    |
| 7     | Aleksej Lucenko (KAZ)  | Astana–Premier Tech     | + 6' 30"    |
| 8     | Enric Mas (ESP)        | Movistar Team           | + 7' 11"    |
| 9     | Guillaume Martin (FRA) | Cofidis                 | + 9' 29"    |
| 10    | Pello Bilbao (ESP)     | Team Bahrain Victorious | + 10' 28"   |